# Anne Northup
Anne Meagher Northup (Louisville, 22 gennaio 1948) è una politica statunitense, membro della Camera dei Rappresentanti per lo stato del Kentucky dal 1997 al 2007.

## Biografia
Sorella della campionessa olimpica di nuoto Mary T. Meagher, la Northup intraprese l'attività politica nel 1980, collaborando alla campagna elettorale presidenziale di Ronald Reagan.
Nel 1987 venne eletta come repubblicana fra le file della Camera dei Rappresentanti del Kentucky, dove rimase fino al 1996, quando cioè si candidò alla Camera dei Rappresentanti nazionale. Sorprendentemente la Northup riuscì a farsi eleggere, sebbene il suo distretto congressuale fosse da ventisei anni nelle mani del Partito Democratico.
Nonostante la sua ideologia conservatrice, negli anni successivi la Northup venne riconfermata per altri quattro mandati, pur non ottenendo mai elevate percentuali di voti. Nel 2006 tuttavia affrontò il democratico John Yarmuth in una competizione molto serrata, che alla fine la vide uscire sconfitta per soli tre punti percentuali.
L'anno dopo la Northup si candidò a governatore del Kentucky, affrontando nelle primarie il governatore uscente Ernie Fletcher. La Northup venne sconfitta, ma nelle elezioni generali anche Fletcher ebbe la stessa sorte.
Nel 2008 la donna decise di concorrere per il suo vecchio seggio al Congresso, ma anche stavolta Yarmuth prevalse, ottenendo un margine di scarto ancor più ampio del precedente.
L'anno successivo il Presidente Obama affidò alla Northup uno dei seggi destinati per legge ai repubblicani all'interno della Consumer Product Safety Commission, un organo di vigilanza sui beni di consumo. La Northup lasciò la commissione nell'ottobre del 2012.
Anne Northup è sposata e ha sei figli.